# Токугава Тадаёси
Мацудайра (Токугава) Тадаёси (松平忠吉, 18 октября 1580 — 1 апреля 1607) — японский даймё конца периода Адзути-Момояма и начала периода Эдо, правитель Оси-хана (1592—1600), Омигава-хана (1600—1601) и Киёсу-хана (1600—1607).

## Биография
Родился в замке Хамамацу (провинция Тотоми). Четвертый сын Токугава Иэясу (1543—1616), первого сёгуна Японии из династии Токугава (1603—1605). Его матерью была наложница госпожа О-Ай из рода Сайго (госпожа Ходай) (1552—1589).
С согласия своего отца Тадаёси был усыновлен Мацудайра Иэтада (1555—1600), главой ветви Мацудайра Фукодзу (1575—1600). Мацудайра Иэтада с раннего детства служил своему дальнему родственнику Токугава Иэясу и участвовал во многих его военных кампаниях.
В 1592 году Мацудайра Тадаёси получил во владение замок Оси (провинция Мусаси) с доходом 100 000 коку риса.
В 1600 году он участвовал на стороне своего отца Токугава Иэясу в битве при Сэкигахара, где сражался против Симадзу Ёсихиро. В этом сражении погиб Мацудайра Иэтада, приемный отец Тадаёси. После его смерти Тадаёси унаследовал Омигава-хан и стал главой ветви рода Мацудайра-Фукодзу.
В том же 1600 году Мацудайра Тадаёси получил во владение от своего отца замок Киёсу (провинция Овари) с доходом 240 000 коку риса.
1 апреля 1607 года 26-летний Мацудайра Тадаёси скончался. Его владения унаследовал младший брат Токугава Ёсинао (1607—1610).